# Circle of One
Albums de Oleta Adams
Going on Record
(1983) Evolution
(1993)
Circle of One est le troisième album de la pianiste/compositrice/chanteuse américaine Oleta Adams, sorti en 1990. Circle of One est souvent considéré comme le premier album d'Adams, dans la mesure où ses deux premiers albums (Untitled  sorti en 1982 et Going on Record publié en 1983) furent auto-produits et ne furent distribués qu'à une échelle locale.

## Histoire
Après une collaboration fructueuse avec le groupe Tears for Fears sur leur album The Seeds of Love (1989), elle se vit proposer un contrat pour l'enregistrement d'un album sur le label de Tears For Fears Fontana Records. Produit par Roland Orzabal, membre du groupe Tears for fears, avec Dave Bascombe, l'album ne connut pas un grand succès à ses débuts malgré des singles comme "Rhythm of Life" et "Circle of One". Cependant, le succès vint pour Adams au début de l'année 1991 avec un troisième single issu de l'album, une reprise de la chanson de Brenda Russell Get Here, qui atteignit la 4e place des classements musicaux britanniques et la 5e des classements américains. Cet album, qui reçut de très nombreuses critiques positives fut réédité et atteignit alors la première place des classements britanniques et entra dans le Top 20 américain. Il fut certifié Disque d'or aux États-Unis et au Royaume-Uni et rafla deux nominations aux Grammy Awards.

## Liste des titres
1. "Rhythm of Life" (Holland/Orzabal) 4:23
2. "Get Here" (Russell) 4:36
3. "Circle of One" (Adams) 3:54
4. "You've Got to Give Me Room" (Adams) 5:17
5. "I've Got to Sing My Song" (Adams) 4:01
6. "I've Got a Right" (Adams) 4:00
7. "Will We Ever Learn" (Holland/Shipley) 5:14
8. "Everything Must Change" (Ighner) 6:53
9. "Don't Look Too Closely" (Adams) 4:27
10. "Circle of One (remix)" 4:16

## Crédits
- Piano, claviers, chant : Oleta Adams
- Guitares : Roland Orzabal, Neil Taylor
- Basse : Pino Palladino
- Claviers : Dave Bascombe, Simon Clark, Roland Orzabal
- Batterie : John Cushon
- Percussions : Luis Jardim, Carol Steele
- Programmation : Matthew Vaughan
- Chœurs : Adele Bertel, Andy Caine, Carol Kenyon, Tessa Niles, Biti Strauchn, Ian Wilson
- Saxophone : William Gregory, Phillip Todd
- Cuivres : Guy Barker, Phillip Todd, Chris White
- Arrangement des cordes et des cuivres par Anne Dudley

## Classements
| Classement                                    | Date             | Position |
| --------------------------------------------- | ---------------- | -------- |
| Billboard 200                                 | 1991             | #20      |
| Billboard Top R&B/Hip-Hop Albums              | 1991             | #11      |
| Dutch album chart                             | 6 septembre 1990 | #28      |
| Classement MegaCharts des albums aux Pays-Bas | 2 mars 1991      | #1       |